# Streptococcus viridans
Streptococcus viridans — нетаксономическая группа комменсантных малопатогенных стрептококковых бактерий, некоторые представители которой при гемолизе дают зелёную окраску, отсюда и название «viridans» от лат. Viridis, зелёный.
Являются значительной частью непатогенной микрофлоры (около 30—50 % от всего количества микроорганизмов микрофлоры) глотки, ротовой полости и желудочно-кишечного тракта.
Эти стрептококки очень распространены в природной среде и обычно не представляют опасности для здорового человека, однако при различных иммунодефицитных состояниях Streptococcus viridans могут вызывать ряд серьёзных заболеваний — эндокардит, пневмонию, фарингит, нефрит, послеродовой сепсис, ревматизм, многочисленные заболевания кожных покровов и мягких тканей, инвазивных инфекций.
Один из представителей этой группы — Streptococcus mutans — в ротовой полости выделяет белок, который связывается с гликопротеинами слюны, что вызывает разрушение зубной эмали и далее является причиной кариеса.
Инфекционный эндокардит, в основном, вызывается Streptococcus viridans (совместно со стафилококками и энтерококками). Микроорганизмы с током крови достигают сердца, далее крепятся к внутренней оболочке сердца (особенно это касается повреждённых сердечных клапанов) и провоцируют воспалительный процесс.
Для диагностики стрептококковой инфекции успешно применяют метод ПЦР (метод полимеразной цепной реакции).
Целесообразно, для профилактики, перед хирургическими операциями, стоматологическими манипуляциями применять антибактериальные препараты и строго соблюдать правила асептики, использовать шприцы и инфузионные системы одноразового использования.